# Analisi del polline
Con analisi del polline s'intende l'analisi della distribuzione di granelli di polline di varie specie contenute nei depositi dello strato superficiale, specialmente sedimenti di torbiera e lago, dai quali può essere dedotta una registrazione del clima del passato. Poiché i sedimenti del lago si sono accumulati nel tempo, una carota prelevata nella fanghiglia mostrerà che il fango più profondo sarà più vecchio, mentre quello che si trova al di sopra sarà più nuovo. Separando i campioni delle carote, possiamo ottenere una registrazione di quanto la vegetazione intorno al sito sia cambiata.

## Storia
L'analisi del polline moderno risale a Lennart von Post quando egli presentò un documento riguardante i granelli di polline fossile nelle paludi svedesi per la Conferenza Scientifica Scandinava del 1916 ad Oslo. Il documento venne ripetuto nello stesso anno a Stoccolma, ma non fu pubblicato interamente fino al 1918. Gli antecedenti di questo lavoro possono essere rintracciati negli scritti di scienziati quali Früh (1885), il quale enumerò la maggior parte dei tre tipi di polline più comuni, insieme con un considerevole numero di spore e granuli di polline erbaceo. In uno studio sui campioni prelevati dal fondo dei laghi svedesi fatto da Trybom (1888), il polline di Pinus (Pino) e Picea (abete rosso) venne trovato in tale profusione che egli li considerò utili come "fossili guida". Lagerheim (in Witte 1905) e C.A.Weber (in H.A.Weber 1918) sembrano essere stati i primi a calcolare la frequenza della percentuale.
L'analisi del polline venne perfezionata e sviluppata da Johannes Iversen e Knut Fægri nel loro adesso classico manuale sul soggetto.
L'analisi del polline godette di un periodo popolare durante la seconda metà del XX secolo come il metodo dominante per le investigazioni riguardo allo sviluppo di vegetazione e clima durante il periodo quaternario. Essa venne perfezionata per mezzo di uno strumento di ricerca raffinato, altamente versatile che fornisce in modo sorprendente dei ragguagli completi riguardo alle condizioni del recente passato.